# Chorezmijska Ludowa Republika Radziecka
Chorezmijska Ludowa Republika Radziecka (ros. Хорезмская Народная Советская Республика) – dawne państwo satelickie ZSRR.
W lutym 1920 roku Armia Czerwona zajęła Chanat Chiwy. 26 kwietnia 1920 r. ogłoszono powstanie Chorezmijskiej LRR. 20 października 1923 r. przekształcono ją w Chorezmijską Socjalistyczną Republikę Radziecką. 
17 lutego 1925 r. Chorezmijska SRR została rozwiązana, a jej terytorium podzielone pomiędzy Uzbecką SRR, Turkmeńską SRR i Karakałpacki OA.

## Przywódcy Chorezmijskiej LRR
- Hoji Pahlavon Niyoz Yusuf (2 lutego – marzec 1920)
- Jumaniyoz Sulton Muradoghli (marzec – 30 kwietnia 1920)
- Hoji Pahlavon Niyoz Yusuf (30 kwietnia 1920 – 6 marca 1921)
- Qoch Qoroghli (6 marca – 15 maja 1921)
- Khudoybergan Divanoghli (15–23 maja 1921)
- Mulla Nozir (23 maja – czerwiec 1921)
- Allabergan (czerwiec – wrzesień 1921)
- Ata Maqsum Madrahimoghli (wrzesień – 27 listopada 1921)
- Jangibay Murodoghli (27 listopada 1921 – 23 czerwca 1922)
- Abdulla Abdurahmon Khojaoghli (23 czerwca 1922 – 20 października 1923)
- K. Safaroghli (20 października 1923 – 1924)
- Sultonkari Jumaniyoz (1924)
- Temurkhoja Yaminoghli (1924 – 17 lutego 1925)